# Джош ван дер Флієр
Джош ван дер Флієр (народився 25 квітня 1993) — ірландський регбіст, гравець збірної Ленстера та Ірландії. Його звична позиція — фланговий, але за потреби грає і на інших позиціях. Ван дер Флієр має голландське походження через дідуся та бабусю по батьківській лінії, які переїхали до Ірландії в 1950-х роках, щоб відкрити фабрику радіаторів. У колах Лейнстерського регбі його зазвичай називають «голландським учнем».

## Ленстер
Він розпочав свою професійну кар'єру в академії Лейнстера. Під час навчання в академії він грав у старшій команді «Ленстера», де дебютував у жовтні 2014 року проти «Зебре». У квітні 2015 року було оголошено, що він отримав старший контракт з Leinster. Після фіналу Кубка чемпіонів 2022 року Ван дер Флієр став третім гравцем «Ленстера», який став гравцем року в Європі після Шона О’Брайена (2011) і Роба Керні (2012). У червні 2022 року він був названий найкращим гравцем року Ленстера у сезоні 2021–2022.

## Міжнародна кар'єра
Ван дер Флієр отримав свій перший виклик до основної збірної Ірландії від тренера Джо Шмідта на Чемпіонат шести націй 2016 року. Ван дер Флієр дебютував за збірну Ірландії 27 лютого проти Англії на Чемпіонаті шести націй 2016 року в Твікенгемі. На церемонії вручення нагород Rugby Players Ireland 2022 року Ван дер Флієр був визнаний найкращим гравцем року серед гравців Ірландії XVs. Він також отримав нагороду Guinness Rugby Writers of Ireland як найкращого гравця року за кампанію 2021/22.

### Міжнародні спроби
Станом на 5 листопада 2022  
| Спробуй | Команда суперника | Місцезнаходження          | Місце проведення                     | Конкуренція                                                     | Дата                | Результат | Оцінка  |
| ------- | ----------------- | ------------------------- | ------------------------------------ | --------------------------------------------------------------- | ------------------- | --------- | ------- |
| 1       | Японія            | Токіо, Японія             | Стадіон Аджіномото                   | 2017 Ірландський регбі-тур Японії                               | 24 червня 2017 р    | перемога  | 13 – 35 |
| 2       | Уельс             | Дублін, Ірландія          | Стадіон «Авіва».                     | Чемпіонат шести націй 2020                                      | 8 лютого 2020 р     | перемога  | 24 – 14 |
| 3       | Японія            | Дублін, Ірландія          | Стадіон «Авіва».                     | Тести з регбі у липні 2021 року                                 | 3 липня 2021 р      | перемога  | 39 – 31 |
| 4       | Аргентина         | Дублін, Ірландія          | Стадіон «Авіва».                     | Міжнародні змагання з регбі наприкінці 2021 року                | 21 листопада 2021 р | перемога  | 53 – 7  |
| 5       | Аргентина         | Дублін, Ірландія          | Стадіон «Авіва».                     | Міжнародні змагання з регбі наприкінці 2021 року                | 21 листопада 2021 р | перемога  | 53 – 7  |
| 6       | Франція           | Сен-Дені, Франція         | Стад де Франс                        | Чемпіонат шести націй 2022                                      | 12 лютого 2022 р    | Втрата    | 30 – 24 |
| 7       | Шотландія         | Дублін, Ірландія          | Стадіон «Авіва».                     | Чемпіонат шести націй 2022                                      | 19 березня 2022 р   | перемога  | 26 – 5  |
| 8       | Нова Зеландія     | Веллінгтон, Нова Зеландія | Веллінгтонський регіональний стадіон | Тур Ірландського регбійного союзу по Новій Зеландії у 2022 році | 16 липня 2022 р     | перемога  | 22 – 32 |
| 9       | ПАР               | Дублін, Ірландія          | Стадіон «Авіва».                     | Міжнародний турнір з регбі наприкінці 2022 року                 | 5 листопада 2022 р  | перемога  | 19 – 16 |

## Зовнішні посилання
- Профіль Leinster
- Профіль Ірландії
- Профіль Pro14
- Josh van der Flier

Шаблон:Leinster Rugby squad